# 宮城県獣医師会
公益社団法人宮城県獣医師会（こうえきしゃだんほうじんみやぎけんじゅういしかい 英称 Miyagi Veterinary Medical Association）は、宮城県知事所管の宮城県の獣医師を会員とする公益法人。

## 本部所在地
- 〒983-0832 宮城県仙台市宮城野区安養寺3-7-2

## 支部
- 仙南支部
- 仙北支部
- 中央支部
- 石巻支部
- 大崎支部
- 栗原支部

## 業務内容
- 獣医師会員の学術技能向上のための研修会・講習会事業等の実施
- 宮城県との動物に関する連携事業
- 疾病している野鳥の保護・救護
- 県内各学校で飼われている動物の飼育指導
- 県内各市町村との動物に関する連携事業
- 狂犬病の予防接種・防止活動